# Calyptrochaeta marginata
Calyptrochaeta marginata là một loài rêu trong họ Daltoniaceae. Loài này được Thér. Pursell & W.D. Reese mô tả khoa học đầu tiên năm 1982.